# Vůz Btee284, 285 ČD
Vozy Btee284 a Btee285 (oba typy číslované v intervalu 50 54 21-19) jsou řadami velkoprostorových osobních vozů druhé třídy z vozového parku Českých drah. Všechny vozy vznikly modernizací vozů Bt278, které vyrobila Vagónka Studénka.

## Technické informace
Jsou to neklimatizované vozy typu UIC-Y o délce 24 500 mm. Mají podvozky VÚKV a nejvyšší povolenou rychlost 120 km/h.
Vnější nástupní dveře těchto vozů jsou zalamovací. Vozy mají polospouštěcí okna.
Vozy mají velkoprostorové uspořádání interiéru s dvěma oddíly, z nichž jeden má pět fiktivních oddílů a druhý šest. Celkem mají 88 míst k sezení.
Nátěr je přes okna zelený a zbytek je bílý, nebo nověji přes okna modrý v novém korporátním stylu Českých drah od studia Najbrt.

## Vznik vozů
V letech 2005–2006 byl do vozů Bt278 č. 192 a Bt283 č. 191 v ŽOS České Velenice dosazen centrální zdroj energie (CZE). U vozu č. 192 byla zároveň provedena stejná úprava, jakou prošly vozy označené Bt283 (tj. zrušení jedné z umýváren a její nahrazení služebním oddílem). Nové označení těchto vozů bylo Btee284.
V letech 2005 až 2007 byl (opět v ŽOS České Velenice) do devíti vozů Bt278 dosazen centrální zdroj energie a vozům se změnilo označení na Btee285.

## Modernizace
Mezi roky 2007 a 2008 prošly čtyři vozy Btee285 další modernizací. Ve vozech byl upraven jeden představek a bylo dosazeno osm háků pro přepravu jízdních kol. Takto upravené vozy měly označení Bdtee287.
V roce 2013 prošly oba vozy Btee284 v KOS Krnov úpravou a byly nově označeny jako Bdtee286.

## Provoz
Vozy byly nasazovány na spěšné vlaky mezi Prahou a Kolínem. V roce 2021 jezdily pouze jako záloha za vozy jiných řad v Moravskoslezském, Olomouckém a Zlínském kraji. Nejpozději od ledna 2023 jsou odstaveny a po dokončení dodávek RegioPanterů budou pravděpodobně zrušeny.